# Alchornea grandiflora
Alchornea grandiflora är en törelväxtart som beskrevs av Johannes Müller Argoviensis. Alchornea grandiflora ingår i släktet Alchornea och familjen törelväxter. Inga underarter finns listade i Catalogue of Life.